# SIMAP
SIMAP (Similarity Matrix of Proteins; dt.: Ähnlichkeitsmatrix für Proteine) ist eine Datenbank für Proteinähnlichkeiten. Diese Datenbank beinhaltet alle bisher veröffentlichten Proteinsequenzen und wird fortlaufend aktualisiert. Ähnlichkeiten der Proteine werden dabei unter Verwendung des FASTA-Algorithmus berechnet.
Es handelt sich um die bisher einzige derartige Datenbank, die tatsächlich alle bisher bekannten Proteine mit einbezieht. Seit 2014 wird eine neue SIMAP-Datenbank (SIMAP2) entwickelt. SIMAP2 verwendet den exakten Smith-Waterman-Algorithmus und soll daher eine bessere Empfindlichkeit als das ursprüngliche Projekt erreichen. Dieses wurde Ende 2014 letztmals aktualisiert, bleibt aber noch so lange online, wie es wissenschaftlich relevant ist. SIMAP2 wird nicht mehr mit BOINCSIMAP, sondern mit einem Hochleistungscomputer der Universität Wien berechnet.

## Hintergrund
Proteinähnlichkeiten sind ein wichtiges Arbeitsmittel der Bioinformatik. Sie bieten ein Maß für eine Art Verwandtschaftsverhältnis zwischen verschiedenen Proteinen. Da die Zahl der bekannten Proteine bei weitem die Menge übersteigt, die sich experimentell in Labors untersuchen lässt, werden die Eigenschaften bereits untersuchter Proteine auf nahe Verwandte, also sehr ähnliche Proteine, übertragen. Bisher wurden diese Ähnlichkeiten bei Bedarf immer wieder aufs Neue berechnet. Bei SIMAP werden diese Ähnlichkeiten nun nicht bei Bedarf, sondern bereits im Voraus vollständig berechnet und in der Datenbank hinterlegt. SIMAP ist ein Gemeinschaftsprojekt des GSF-Forschungszentrums für Gesundheit und Umwelt in Neuherberg und der Technischen Universität München und steht für Forschung und Lehre vollständig kostenlos zur Verfügung.

## BOINCSIMAP
Da der immens hohe Rechenaufwand bei der Vorausberechnung der Ähnlichkeiten die SIMAP-Kapazitäten übersteigt, entschloss man sich, mit dem Projekt BOINCSIMAP und dem Programm SIMAP@home auf Mittel des verteilten Rechnens zurückzugreifen. Dazu wurde auf der Basis von FASTA ein Client entwickelt, welcher die BOINC-Infrastruktur nutzt.
Ein weiteres Programm namens HMMER nutzt das Hidden Markov Model zur Suche nach Proteindomänen und wird auch gelegentlich mit BOINCSIMAP eingesetzt.
Für die Analyse der Sequenzähnlichkeiten und Domänen werden unter anderem die Daten aus den Datenbanken PDB, RefSeq, UniProt und GenBank verwendet.